# Citadela, Gozo
Citadela (malteško Iċ-đittadella), znana tudi kot Citadel, Castello (malteško Il-Kastell) ali Gran Castello, je trdnjava v Victorii na otoku Gozo na Malti. Območje je bilo naseljeno od bronaste dobe dalje. Sedanja trdnjava je kombinacija srednjeveškega gradu in zgodnje sodobne artilerijske trdnjave, severno obzidje ohranja pretežno srednjeveško obliko, južno pa sega z obnovo v 17. stoletje. Od leta 1998 je na seznamu Unescove svetovne dediščine.

## Zgodovina

### Prazgodovina in antika
Čeprav imamo le omejene dokaze o neolitskih ostankih, je verjetno, da je bilo območje naseljeno od kamene dobe glede na njegovo velikost in strateško lego. Arheološki ostanki kažejo, da je bilo gotovo naseljeno že v bronasti dobi, kar dokazujeta pokopališče Tarxien in obdobje Borġ in-Nadur v malteški prazgodovini. 
Območje Victorie je ostalo glavno naselje na Gozu v obdobju Feničanov in Rimljanov, ki se je imenovalo Gaulos ali Glauconis Civitas. Mesto sta sestavljala akropola, kjer je zdaj citadela, in utrjeno mesto na območju, na katerem je zdaj del Victorie. Tempelj, posvečen Junoni, naj bi stal tam, kjer je zdaj stolnica. Ohranjenih je veliko arhitekturnih fragmentov iz Gaulosa , tudi latinski napis iz 2. stoletja n. št. na apnenčastem bloku, ki je bil ponovno uporabljen v glavnih vratih citadele.
Najdenih je bilo več ostankov zidov, ki bi lahko bili del punsko-rimske utrdbe Gaulos. Leta 1969 so med gradbenimi deli na ulici Main Gate (malteško Triq Putirjal), južno od citadele, odkrili sledove masivnih zidov. Nadaljnji ostanki so bili odkriti tik pred citadelo med arheološkim izkopavanjem leta 2017. 

### Srednji vek
V srednjeveškem obdobju je bilo rimsko mesto zapuščeno, akropolo pa so spremenili v grad. Prvič je bil castrum Gozo omenjen leta 1241. Leta 1274 so ga oplenili Genovčani in o njem poročali dve leti pozneje. V tem času je tretjina prebivalstva Goza živela v citadeli ali okoli nje, drugi prebivalci otoka pa so v njej preživeli le noč. Do konca 13. stoletja jo je obiskalo kar nekaj sicilijanskih ali italijanskih plemičev, ki so predstavljali grofijo Malto. Do sredine 14. stoletja se je imenovala terra, leta 1350 pa je bil ustanovljen upravni svet (università).
Sčasoma je postala premajhna za naraščajoče prebivalstvo. V 15. stoletju se je iz rimskega mesta razvilo predmestje Rabat. To naselje je obkrožalo obzidje s tremi vhodi, imenovanimi Putirjal, Bieb il-Għajn in Bieb il-Għarb. V tem času so Malti in Gozu vladali Aragonci, fortifikacija citadele pa je bila okrepljena.

### Vladavina malteškega viteškega reda
Malta in Gozo sta bila prepuščena redu svetega Janeza leta 1530. V tem času je bila citadela še vedno srednjeveški grad, ki je pred osmanskimi ali gusarskimi napadi zagotavljal zatočišče prebivalcem Goza.
Največji napad na citadelo je bil julija 1551, ko je velika osmanska sila pod vodstvom admirala paše Sinana napadla Gozo in oblegala trdnjavo. Guverner Gelatian de Sessa je ponudil pogoje za predajo, vendar so bili zavrnjeni in grad je padel v nekaj dneh. Mesto je bilo oplenjeno in večina 6000 prebivalcev odpeljana v suženjstvo. Po napadu je bil grad v ruševinah. Kmalu zatem je bil obnovljen, čeprav prvotno ni bilo prizadevanj za njegovo posodobitev. 
Med velikim obleganjem Malte leta 1565 Citadele niso napadli. Čeprav so nameravali porušiti grad in evakuirati prebivalce na Sicilijo, je imel grad med obleganjem pomembno vlogo, saj je ohranil povezavo med obleganim Birgujem in krščanskimi ladjami, redu pa je poročal o osmanskem gibanju.
Po obleganju sta veliki mojster Jean Parisot iz Valette in vojaški inženir Francesco Laparelli obiskala citadelo, da bi jo posodobila, vendar se ni nič zgodilo, saj je bila takrat pomembnejša naloga zgraditi novo glavno mesto Valletta na otoku Malta. Citadelo so leta 1583 znova napadli gusarji.
Leta 1599 se je začela glavna rekonstrukcija citadele po načrtih vojaškega inženirja Giovannija Rinaldinija in pod vodstvom Vittoria Cassarja. Južno obzidje mesta je bilo povsem obnovljeno z enim bastijonom in dvema polbastijonoma, povezanimi s kurtinami, skupaj z dvema kavalirjema, jarkom in zunanjimi objekti. Malteški vitezi so obnovili tudi dele severnega obzidja, čeprav so ohranili srednjeveško obliko. Obzidje okoli predmestja Rabat je bilo verjetno porušeno. Obnova je bila končana okoli leta 1622.
Prebivalci otoka Gozo so ostajali v trdnjavi med mrakom in zoro, dokler ta sistem 15. aprila 1637 ni bil odpravljen.  Grad je ostal edino utrjeno zatočišče pred napadi na prebivalce otoka, dokler ni bila sredi 18. stoletja zgrajena Fort Chambray. 
Kmalu po končani rekonstrukciji je bila obramba citadele ponovno kritizirana. V 1640-ih so obstajali načrti za njeno rušenje in gradnjo nove trdnjave pri Marsalfornu. Pod bastijoni so bili dejansko zgrajeni rovi, da bi jih po potrebi uničili, vendar rušenje ni bilo nikoli izvedeno. Inženir Antonio Maurizio Valperga je predlagal obnovo obzidja okoli predmestja, da bi še bolj okrepil citadelo, vendar za ta predlog ni bilo sredstev.
Do začetka 18. stoletja je citadela prevzela vlogo trdnjave, pri čemer so mnoge hiše propadle ali bile v slabem stanju. Gozo je bil ponovno napaden leta 1708. Leta 1715 je inženir Louis François d'Aubigné de Tigné predlagal izboljšave, vendar je pomanjkanje sredstev onemogočalo izvedbo vsakega dela.

### Francoska zasedba in britanska vladavina
Junija 1798 so malteške otoke zasedli Francozi, vendar so se Maltežani po nekaj mesecih francoske vladavine uprli. Prebivalci Goza so se uprli 3. septembra, francoski garnizon se je umaknil v citadelo, dokler niso 28. oktobra po pogajanjih kapitulirali. Dan kasneje so Britanci prenesli nadzor na prebivalce Goza, ki so ustanovili začasno vlado in jo je vodil Saverio Cassar. Nekaj časa je bil otok neodvisna država La Nazione Gozitana. 
Utrdbe citadele so  Britanci nehali uporabljati 1. aprila 1868. Utrdbe in uničene stavbe v mestu so bile uvrščene na seznam starin 1925. 
V citadeli je bilo med drugo svetovno vojno izkopanih več zavetišč proti letalskim napadom. 

### Novejša zgodovina
Utrdbe citadele, vključno z delom srednjeveškega obzidja, so nedotaknjene. Južni del mesta, kjer so stolnica in druge stavbe, je prav tako v dobrem stanju, severni del pa je večinoma v ruševinah. Veliko teh ruševin sega v srednjeveško obdobje in so arheološka najdišča.
Leta 2006 so bili narejeni prvi načrti za obnovo v okviru projekta, ki je vključeval tudi obnovo utrdb Valletta, Birgu in Mdina na otoku Malta. Restavriranje se je začelo leta 2008, ponovno so bile odprte leta 2016.
Med obnovo so bile odkrite različne arhitekturne značilnosti in arheološki ostanki, tudi izvirni vhod v mesto. Zato je bilo treba nekatere prvotne načrte spremeniti.

## Arhitektura
Citadela je zgrajena na skalnem rtu s pogledom na današnje mesto Victoria. Prvotno je bil ta kraj izbran zato, ker je naravno zaščiten hrib, dvignjen nad okolico, z njega je lep pogled na velik del obale.

### Fortifikacija
Fortifikacijo sestavlja polkrožno obzidje na severnem koncu mesta in bastijoni, povezani s kurtinami na jugu. Severno obzidje je zgrajeno na obrobju naravne planote, zato so ga težko napadli. Prvotno je bilo zgrajeno v 15. stoletju, kasneje pa so velik del obnovili malteški vitezi ali v sodobnem času. Severno obzidje vsebuje ostanke porušenega srednjeveškega stolpa, varovan vhod, razgledne ploščadi in nekaj oken. Zidane brežine so bile zgrajene v nižjem delu skalnega pobočja pod severnim obzidjem.
Južni obod mesta sestavlja obzidje z bastijoni iz 17. stoletja, ki so jih zgradili vitezi. Velik bastijon, znan kot sveti Mihael, je zgrajen na skrajnem jugu mesta, medtem ko sta sveti Martin in sveti Janez dva polbastijona – na zahodnem in vzhodnem delu mesta. Vogalni stolpiči z ravno streho so zgrajeni na vrhu vsakega polbastijona. Bastijon svetega Mihaela je imel tudi stolpič, vendar ga je leta 1858 zamenjal stolp z uro. Na stičišču med svetim Janezom in srednjeveškim obzidjem je majhno skladišče smodnika.
Bastijoni so povezani s kurtinami. Med svetim Martinom in svetim Mihaelom so glavna vrata, sodobna obokana odprtina in stolp z uro. Stena med svetim Mihaelom in svetim Janezom je znana kot kurtina svetega Filipa, zgornji del pa vsebuje reže, podobne odprtinam, ki se odpirajo v vrsto skladišč, ki se zdaj uporabljajo kot obrtne trgovine. Ti prostori oskrbujejo sprehajališče vzdolž obzidja.
Blizu vsakega polbastijona so bili zgrajeni kavalirji. Kavalir svetega Martina je med srednjeveškim obzidjem in polbastijonom svetega Martina in je delno neokrnjen, njegov zgornji del pa je bil podrt. Kavalir pri polbastijonu svetega Janeza in zadnjem delu stolnice je bil končan leta 1614. Leta 1701 je bila na strehi zgrajena samostojna soba kot skladišče smodnika.
Pentagonska topniška baterija, znana kot Low Battery, je bila postavljena pod zidom na vzhodnem skrajnem delu trdnjave blizu polbastijona svetega Janeza. Južni obod citadele je obkrožen z jarkom, ki se je prvotno širil od polbastijona svetega Martina do baterije, zdaj pa se začne pri bastijonu svetega Mihaela zaradi sprememb v 19. stoletju. Vzdolž jarka je pokrita pot z enim prostorom za zbiranje vojakov. Strma glasija je zunaj pokrite poti in je bila pozidana pozneje.
Majhen trikotni revelin je stal blizu vhoda v mesto, vendar je izgubil večino kamna in je bil spremenjen v vrt.

### Cerkve
Ena glavnih znamenitosti v Citadeli je stolnica Marijinega vnebovzetja, ki je sedež rimskokatoliške škofije Gozo. Po tradiciji stoji na kraju rimskega templja, posvečenega Junoni, ki je bil verjetno spremenjen v krščansko cerkev. Ko so malteške otoke osvojili Arabci, je bila uničena. V srednjem veku je bila zgrajena druga cerkev. Najstarejša omemba župnijske cerkve sega v 13. stoletje. Cerkev je bila razširjena v 15. in 16. stoletju. Poškodovana je bila leta 1551 ter v nekaj letih popravljena. Spet je bila poškodovana med potresom na Siciliji leta 1693, nato pa porušena. Med letoma 1697 in 1711 je bila zgrajena sedanja baročna cerkev. Zasnoval jo je  Lorenzo Gafà, malteški arhitekt. Med gradnjo so našli veliko ostankov rimskega templja, nekateri ostanki iz te dobe so še vedno ohranjeni pod stolnico. Ko je bila leta 1864 ustanovljena škofija Gozo, je postala stolnica. Danes je stavba najbolj znana po izrednem iluzionistično poslikanem stropu, ki prikazuje notranjost kupole, ki ni bila nikoli zgrajena. To je delo sicilijanskega umetnika Antonia Manueleja. V manjši stavbi za stolnico je muzej. 
V citadeli sta tudi dve kapeli. Kapela svetega Jožefa, znana kot ta' fuq is-sur ('na bastijonih'), je bila prvotno zgrajena okrog 11. stoletja, posvečena pa je bila Nikolaju iz Mire. Sedanja stavba je bila zgrajena leta 1625, verjetno po zasnovi Vittoria Cassarja in vključuje dele izvirne kapele.
Druga kapela je posvečena sveti Barbari in je znana kot "znotraj zidov". Prvotno je bila tu kapela Janeza Krstnika, vendar je bila leta 1575 deposvečena. Sveti Barbari so jo posvetili leta 1598. Sedanjo kapelo so zgradili v začetku 17. stoletja med magistraturo Alofa de Wignacourta in približno ob istem času, ko so bile obnovljene utrdbe. Stoji ob stolnici.
V srednjem veku sta bili tudi cerkvi, posvečeni svetemu Lovrencu in Odrešeniku, a sta bili ukinjeni po obisku inkvizitorja Pietra Dusine leta 1575. Od njiju ni ostalo nič. 

### Druge zgradbe
Na glavnem trgu v trdnjavi, ki je znan kot Pjazza tal-Katidral (Stolnični trg), je sodišče, in to v dveh stavbah, od katerih je bila ena zgrajena kot sodišče, druga pa je bila nekoč guvernerjeva palača, zgrajena v začetku 17. stoletja. Nasproti guvernerjeve palače je škofovska palača. V bližini kapele svetega Jožefa je stanovanjska palača, ki jo je leta 1620 zgradil škof Baldassare Cagliares. 
Številne druge stavbe so javno dostopne kot muzeji:
- Stari zapor je za sodiščem, zapor je bil od 16. stoletja do leta 1962. V njem so dobro ohranjene zaporne celice in druge razstave;
- Naravoslovni muzej je posvečen geografiji, geologiji in naravoslovju otoka Gozo. Stoji v skupini hiš iz 17. stoletja, ki so bile nekoč  gostilna s prenočišči;
- Arheološki muzej Goza je posvečen zgodovini Goza od prazgodovine do srednjeveškega obdobja in je v hiši iz 17. stoletja, ki je bila prvotno znana kot Casa Bondi;
- Zgodovinska hiša citadele je namenjena folklori. Hiše so iz 16. stoletja.

Vse štiri muzeje upravlja Heritage Malta.